# ناحیه گرین وود، شهرستان اوسیانا، میشیگان
ناحیه گرین وود (به انگلیسی: Greenwood Township) یک منطقهٔ مسکونی در ایالات متحده آمریکا است که در شهرستان اوشنا، میشیگان واقع شده‌است.
 ناحیه گرین وود ۹۳٫۲ کیلومتر مربع مساحت و ۱٬۱۸۴ نفر جمعیت دارد و ۲۱۲ متر بالاتر از سطح دریا واقع شده‌است.